# Farta
Farta (en amharique ፋርጣ) est un des 105 woredas de la région Amhara, en Éthiopie.

## Démographie
| Année      | 1994    | 2007    |
| Population | 228 772 | 232 181 |
| Source     | [ 1 ]   | [ 2 ]   |

Le recensement de 1994 rapporte que 99,95 % de la population est amharas, et le dialecte principal est l'amharique pour 99,96 % de Farta.
En 1994 ont été comptabilisés 228 772 habitants, contre 232 181 (dont 118 513 d'hommes et 113 668 de femmes) en 2007 répartis en 49 986 foyers (soit 4,64 personnes par foyer).
En 2007, 99,61 % de la population rapporte être chrétien orthodoxe, et 2,92 % vivre en zone urbaine.